# Trappola esplosiva (film)
Trappola esplosiva (Diplomatic Siege) è un film statunitense del 1999 diretto da Gustavo Graef-Marino.
È un film d'azione con Peter Weller, Daryl Hannah e Tom Berenger che tratta la storia di un assalto di un commando terroristico serbo ai danni dell'ambasciata statunitense a Bucarest.

## Trama
Con lo scopo di ottenere il rilascio del colonnello comandante del loro reparto, catturato in precedenza dalle forze speciali e dagli 007 americani durante una festa per essere processato per crimini di guerra al tribunale militare internazionale, un gruppo di paramilitari serbi fa irruzione armata nella sede diplomatica americana in Romania. Per complicare le cose si scopre anche che il governo americano durante la guerra fredda ha deciso di installare al di sotto delle sue sedi diplomatiche degli ordigni atomici, e quello dell'ambasciata di Bucarest potrebbe in questo caso causare una spaventosa catastrofe nucleare.

## Produzione
Il film, diretto da Gustavo Graef-Marino su una sceneggiatura di Robert Boris, Mark Amin, Kevin Bernhardt e Sam Bernard con il soggetto di Amin, fu prodotto da Peter Abrams, Robert L. Levy e Natan Zahavi per la Tapestry Films e la Trimark Pictures e girato in Romania, Bosnia, Croazia e a Roma dal 3 ottobre 1998.

## Distribuzione
Il film fu distribuito negli Stati Uniti nel 1999 dalla Trimark Pictures e per l'home video dalla Trimark Video.
Alcune delle uscite internazionali sono state:
- in Francia nel maggio del 1999 (Cannes Film Festival)
- in Argentina il 15 settembre 1999 (En la cuenta regresiva)
- in Kuwait il 17 novembre 1999
- in Islanda il 3 dicembre 1999
- in Portogallo nel febbraio del 2000 (O Inimigo Perfeito)
- in Venezuela il 16 agosto 2000 (Enemigo de mi enemigo)
- in Corea del Sud il 26 agosto 2000
- in Francia il 26 ottobre 2000 (Otages en péril, in prima TV)
- in Finlandia il 1º marzo 2003 (Viholliseni vihollinen, in prima TV)
- in Spagna (Enemigo de mi enemigo)
- in Germania (Enemy of My Enemy)
- in Canada (Assaut contre l'ambassade)
- in Grecia (I poliorkia)
- in Ungheria (Követségi hadszíntér)
- in Danimarca (Raid)
- in Italia (Trappola esplosiva)

## Promozione
La tagline è: "Who knows the truth? Who can be trusted? Who can stop the countdown?".